# Mercer Island

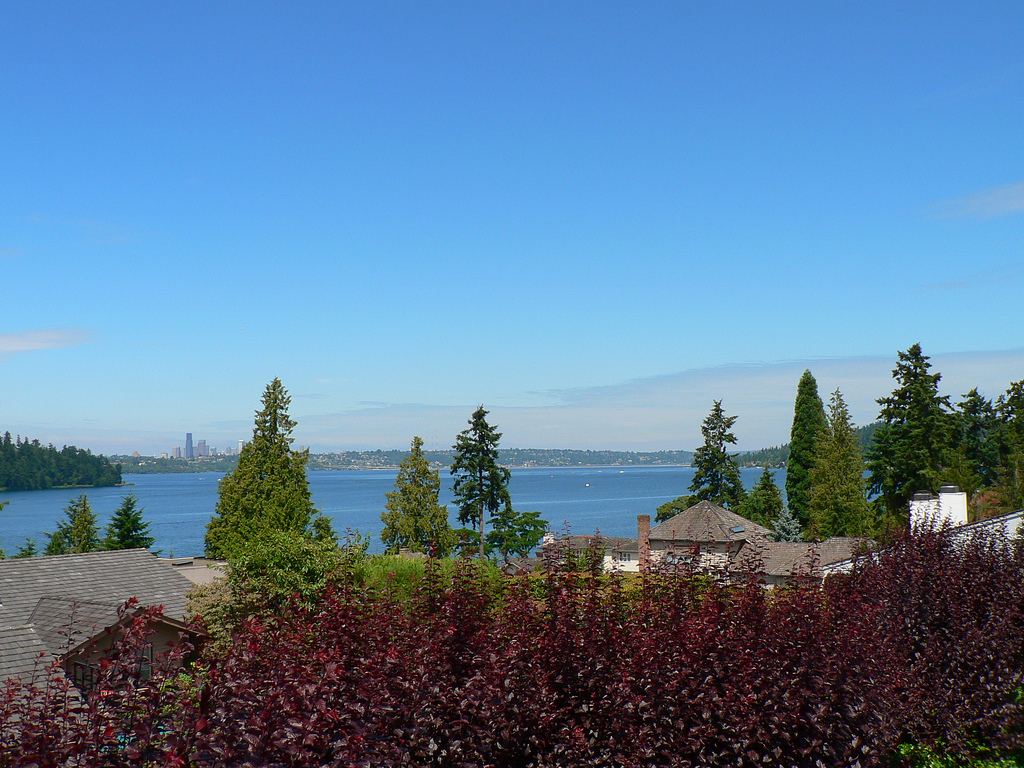
Vue de la ville et du Lac Washington.

Mercer Island est une ville des États-Unis, située dans le Comté de King dans l'État de Washington. La ville est située sur une des îles du Lac Washington.
La ville est située dans l'Aire métropolitaine de Seattle. Sa population comptait 25 748 habitants selon le 22e recensement des États-Unis de 2000.
Mercer Island est jumelée en 2000 dans le cadre du programme Sister Cities International avec Thonon-les-Bains.

## Personnalités
- Paul Allen
- Bill Russell (1934-2022), jouer de basket-ball américain, y meurt en 2022.
- Mary Wayte (1965-), championne olympique de natation en 1984.

## Géographie
Mercer Island se trouve dans la moitié sud du lac Washington, entre les villes de Seattle à l’ouest, Bellevue à l’est et Renton au sud. Les limites de la ville sont contiguës à l’île, qui est décrite comme « en forme d’empreinte de pied sans orteils ». L’île Mercer mesure environ 9,7 de long et jusqu’à 6,4 km de large.La superficie terrestre est de 16,52. La superficie terrestre est de 16,52 km2.